# Córdoba (provincie van Spanje)
Córdoba is een provincie van Spanje en maakt deel uit van de regio Andalusië. De provincie heeft een oppervlakte van 13.771 km². De provincie telde 777.622 inwoners in 2021 verdeeld over 75 gemeenten.
Hoofdstad van Córdoba is de gelijknamige stad Córdoba.

## Bestuurlijke indeling
De provincie Córdoba bestaat uit 8 comarca's die op hun beurt uit gemeenten bestaan. De comarca's van Córdoba zijn:
- Alto Guadalquivir
- Campiña de Baena
- Campiña Sur
- Córdoba
- Los Pedroches
- Subbética
- Valle del Guadiato
- Valle Medio del Guadalquivir

Zie voor de gemeenten in Córdoba de lijst van gemeenten in provincie Córdoba.

## Demografische ontwikkeling
Bron: INE
Opm: Bevolkingscijfers in duizendtallen
Almeria · Cádiz · Córdoba · Granada · Huelva · Jaén · Málaga · Sevilla